# Makrofag
Makrofagi (grško makros - veliki + phageîn - jesti, požirati; okrajšava MΦ) so tip belih krvničk s fagocitno aktivnostjo, ki pri vretenčarjih predstavljajo pomembno komponento tako nespecifične kot tudi prilagodljive imunosti. Razvijejo se iz monocitov. 

## Morfološke značilnosti
Aktivni makrofagi so velike celice s premerom od 15-30 μm. Lahko so razobličeni z večjim številom ameboidnih psevdopodijev (prehodni podaljšek citoplazme), v njihovi citoplazmi pa je viden fagocitiran material. Jedro se navadno nahaja na obrobju in je ledvičasto oblikovano. Imajo tudi dobro razvit Golgijev aparat in endoplazemski retikulum ter številne lizosome.

## Življenjski cikel
Ob poškodbi tkiva se sproščajo kemični mediatorji, kot so citokini, ki jih sproščajo makrofagi, že prisotni na mestu poškodbe, pa tudi same poškodovane celice in patogeni, ki privlačijo krvne monocite, pa tudi nevtrofilce. Monociti tako preko kemotaksije preidejo iz krvi v tkivo, kjer lokalno proliferirajo, tj. zrastejo do končne velikosti in se razmnožijo, poveča pa se tudi sinteza določenih beljakovin. Makrofagi lahko preživijo dolgo časa v tkivu, tudi do nekaj mesecev.

## Tipi makrofagov
Večina makrofagov je prisotna na mestu poškodbe ali strateških območjih, kjer je verjetno, da bo prišlo do okužbe ali do kopičenja tujih snovi (npr. prah na sluznici dihal). V posameznih telesnih območjih imajo makrofagi posebna imena:
| Ime makrofaga                       | Mesto nahajanja   |
| alveolarni makrofag                 | pljuča            |
| epiteloidna celica                  | granulom          |
| histiocit                           | vezivno tkivo     |
| intraglomerulna mezanglijska celica | ledvice           |
| Kupfferjeva celica                  | jetra             |
| Langerhansova celica                | koža              |
| mikroglialna celica                 | osrednje živčevje |
| osteoklast                          | kost              |

## Funkcije
Glavna naloga makrofagov je fagocitoza in pinocitoza tujih substanc, mikrobov ter odmrlih in odsluženih celic, kot so stari eritrociti. Poleg tega izločajo nekatere pomembnejše citokine, ki aktivirajo vnetni odgovor ter proliferacijo in dozorevanje drugi celic, določeni makrofagi pa tudi predelujejo antigene in jih predstavljajo limfocitom; so torej antigen predstavitvene celice.
Makrofagi lahko tudi parakrino (lokalno, ki deluje na sosednje celice) izločajo snovi v določenih organih. Tako lahko makrofagi v testisih sodelujejo z Leydigovimi celicami preko sekrecije 25-hidroksiholesterol, ki ga lahko slednje pretvorijo v testosteron.
- Aktivni J774 makrofagi med fagocitozo štirih konidijev (nespolna glivična spora); en dan pred procesom so bili makrofagom dodani interferoni gama oz. IFN-γ (5 ng/ml)
- Dva aktivna alveolarna makrofaga med fagocitozo konidijev